# Alexander Voelker (Politiker)
Alexander Voelker (* 1. August 1913 in Berlin-Neukölln; † 24. Februar 2001 in Berlin) war ein Berliner SPD-Politiker.

## Leben
Schon im Alter von 17 Jahren trat Alexander Voelker 1931 der SPD bei. Nach seiner Schulausbildung absolvierte er eine Ausbildung als Industriekaufmann. Nach dem Zweiten Weltkrieg arbeitete er bei der Bewag.
Im Jahr 1946 wurde Voelker Kreisvorsitzender der SPD in Tempelhof. Im gleichen Jahr erfolgte seine Wahl in die Bezirksverordnetenversammlung des Bezirks Tempelhof.

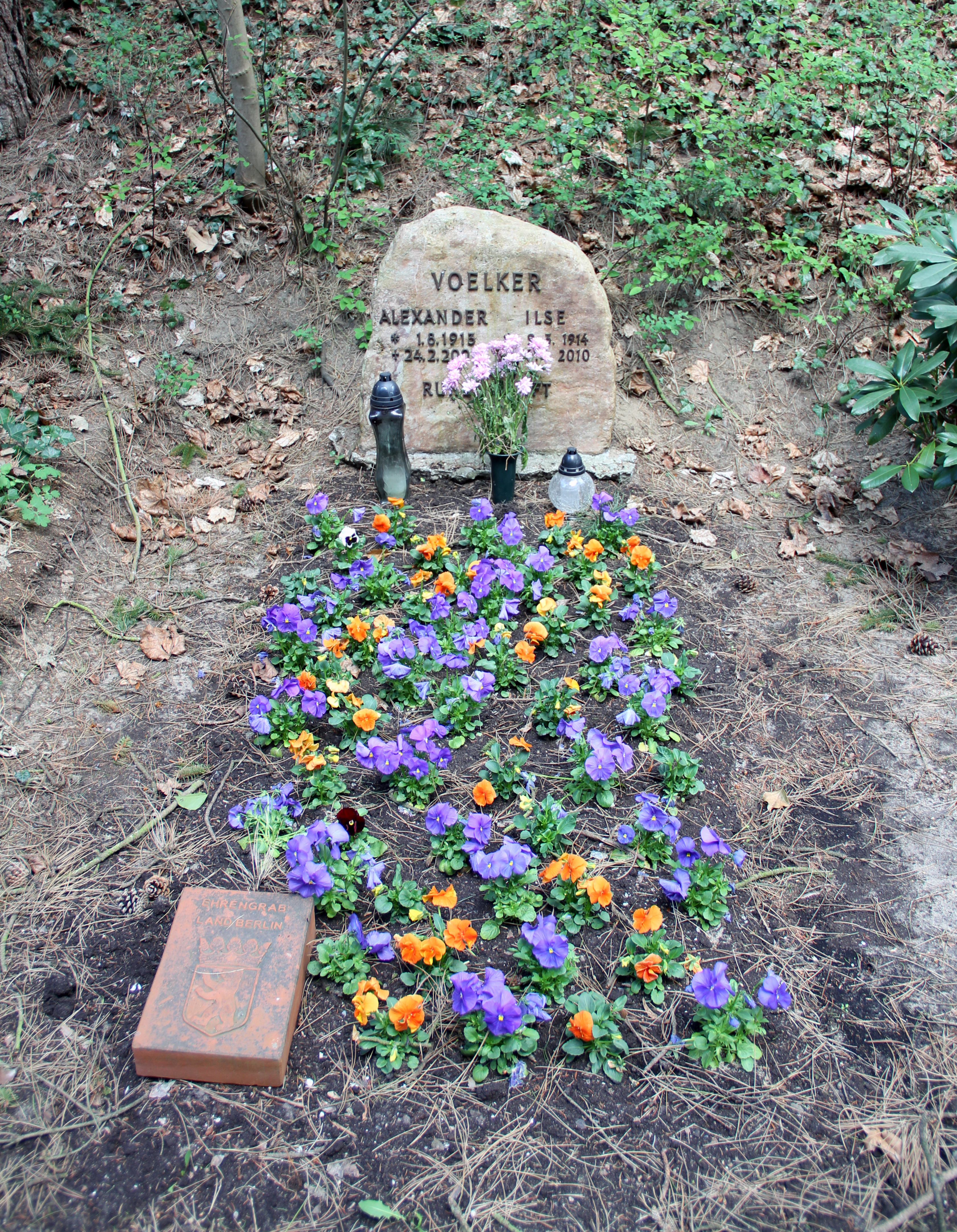
Ehrengrab von Alexander Voelker auf dem Friedhof Heerstraße in Berlin-Westend

Bereits 1948 wurde er in die Berliner Stadtverordnetenversammlung und 1950 in das Abgeordnetenhaus von Berlin gewählt, dem er bis 1979 ununterbrochen angehörte. Von 1958 bis 1973 war Voelker Vorsitzender der SPD-Fraktion im Abgeordnetenhaus. Zudem gehörte er von  1959 bis 1962 dem SPD-Parteirat an.
Alexander Voelker starb im Februar 2001 im Alter von 87 Jahren in Berlin. Die Beisetzung fand auf Wunsch des Verstorbenen in aller Stille statt. Sein Grab befindet sich auf dem landeseigenen Friedhof Heerstraße in Berlin-Westend (Grablage: 8-B-42).

## Ehrungen
Voelker wurde 1973 die Ernst-Reuter-Plakette und 1980 den Titel eines Stadtältesten von Berlin verliehen.
Die letzte Ruhestätte von Alexander Voelker auf dem Friedhof Heerstraße ist als Ehrengrab des Landes Berlin gewidmet.